# Louis Alexandre Auguste Chevrolat
Louis Alexandre Auguste Chevrolat, född den 29 mars 1799 i Paris, död den 16 december 1884 i Paris, var en fransk entomolog som främst studerade skalbaggar och fåglar. 
Chevrolat publicerade knappt 250 rapporter och var auktor till över 2 000 arter. Han var en av grundarna av Société entomologique de France 1832. Vid hand död skingrades samlingarna, delar av dem finns på Natural History Museum i London.